# Ornithogalum umbellatum
Ornithogalum umbellatum là một loài thực vật có hoa trong họ Măng tây. Loài này được Carl von Linné mô tả khoa học đầu tiên năm 1753.

## Hình ảnh

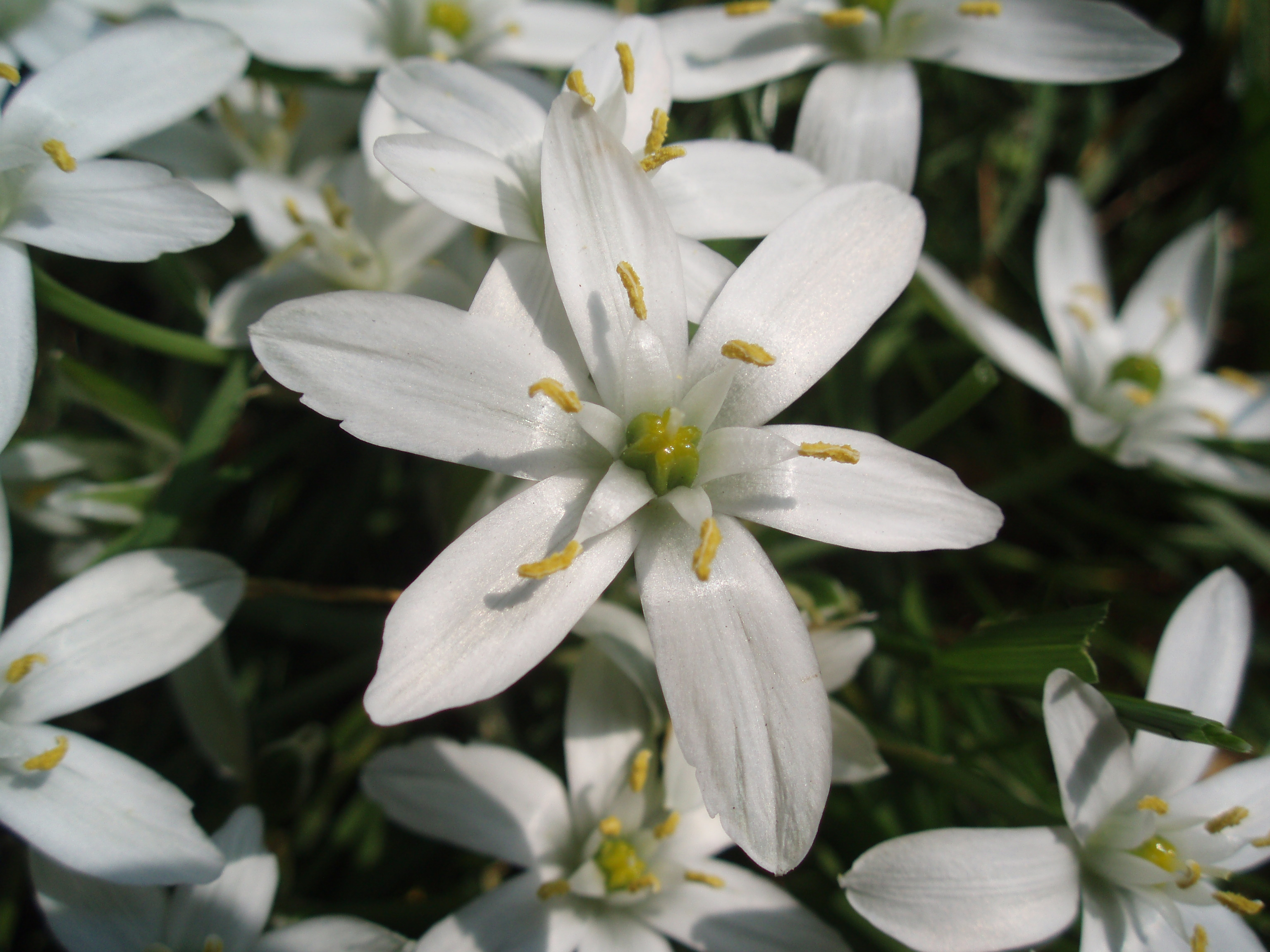
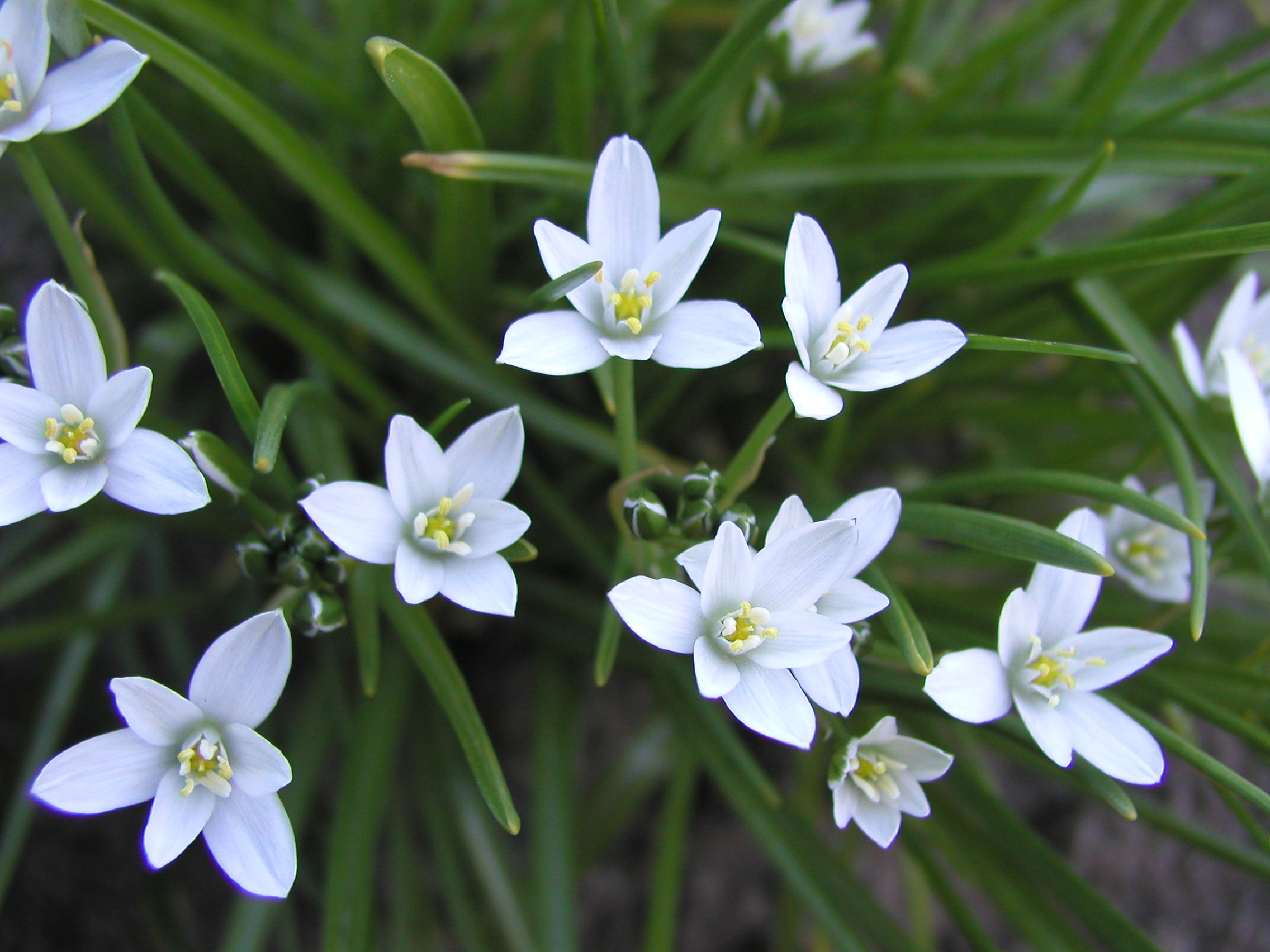
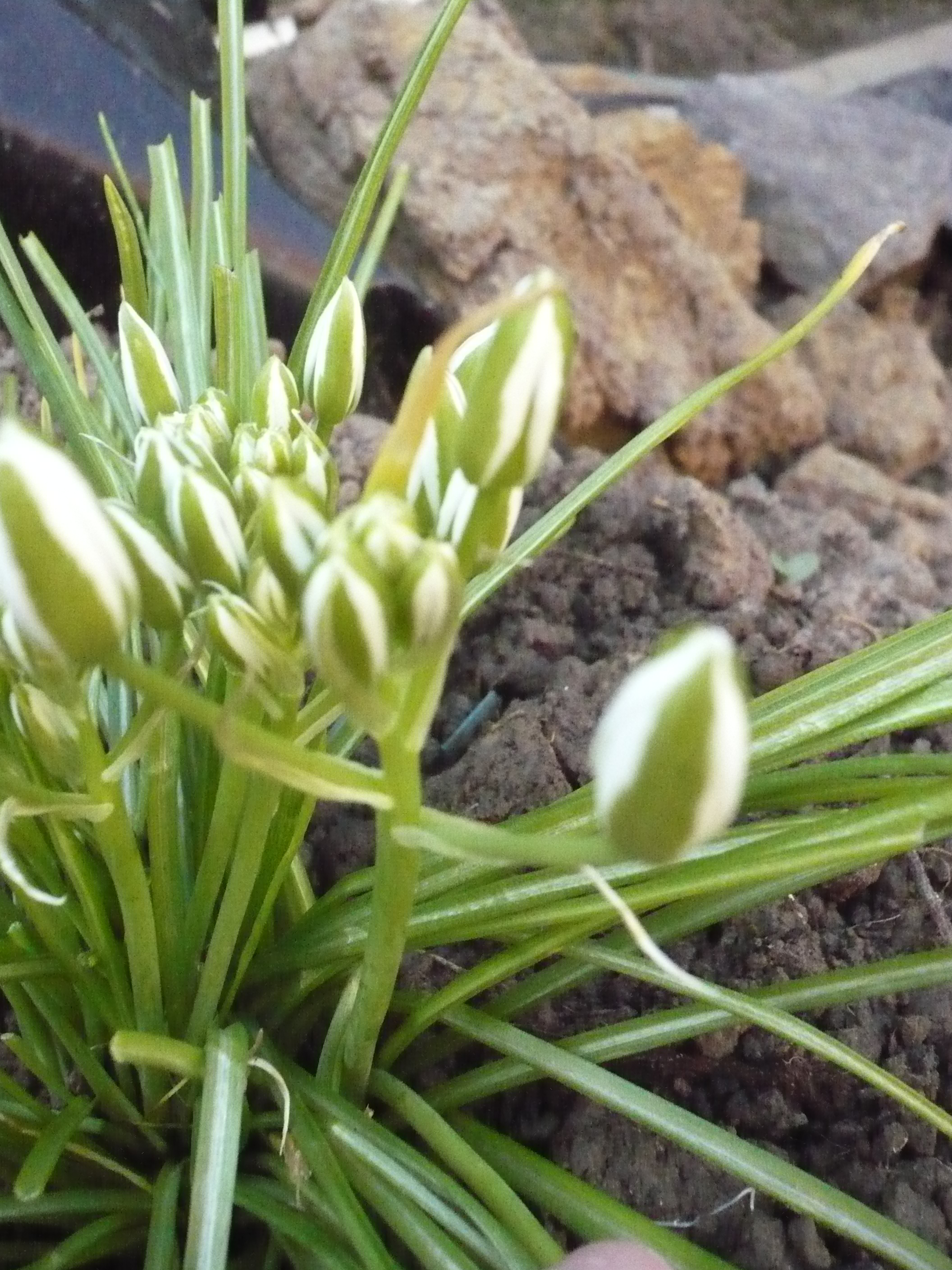
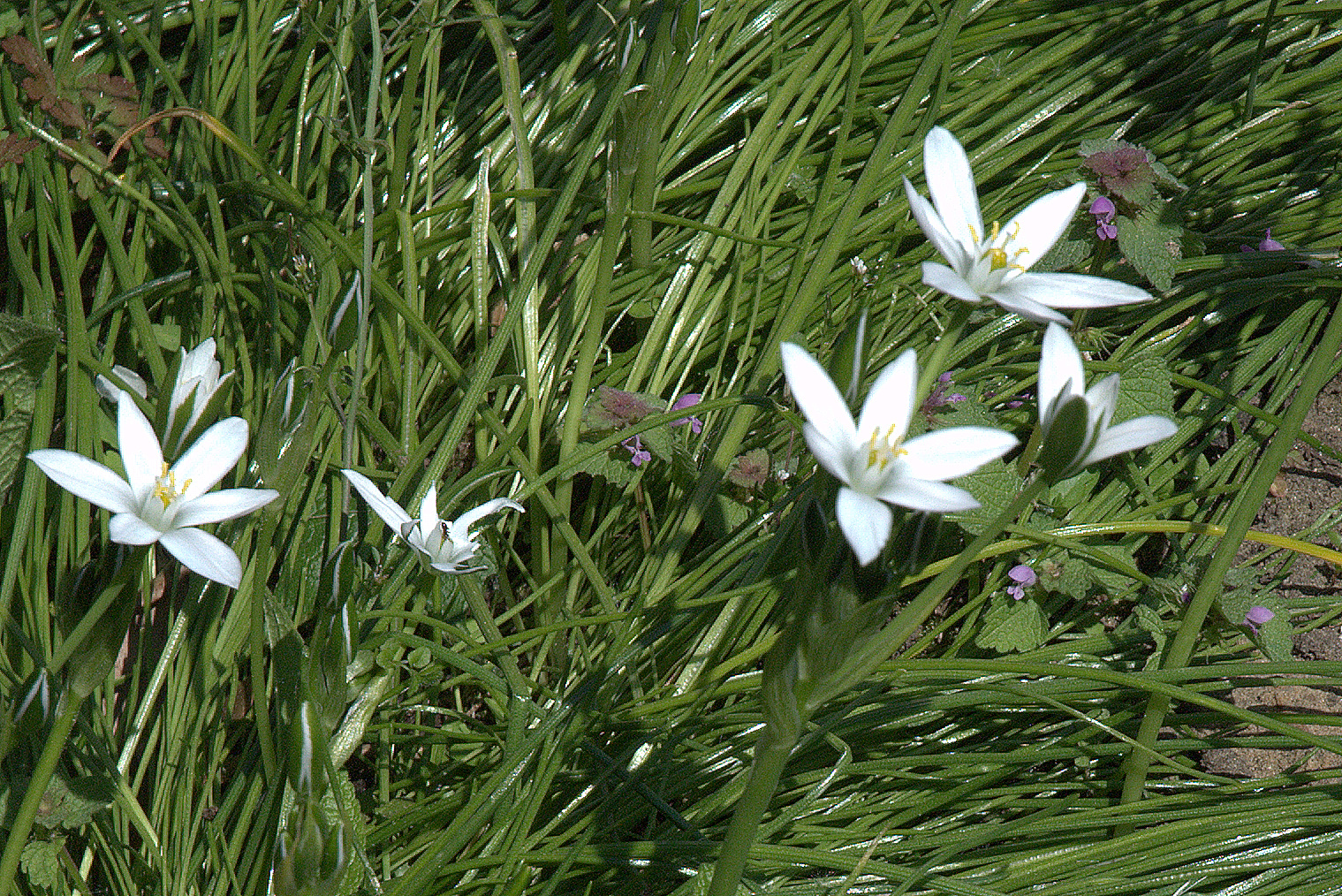